# Madya Mulya
Madya Mulya is een bestuurslaag in het regentschap Musi Banyuasin van de provincie Zuid-Sumatra, Indonesië. Madya Mulya telt 1022 inwoners (volkstelling 2010).